# استان سینای جنوبی
استان جنوب سیناء (به عربی: محافظة جنوب سیناء) از استان‌های کشور مصر است.

## شهرها
| استان       | شهرستان   | جمعیت (۲۰۰۱) | مساحت (کیلومتر²) | تراکم جمعیت (نفر/کیلومتر²) |
| ----------- | --------- | ------------ | ---------------- | -------------------------- |
| سینای جنوبی | طابا      | ۲۳۵۰۰        | ۱۶۱۰۵            | ۱۵۴                        |
| سینای جنوبی | نویبع     | ۲۱۳۹۰۰       | ۱۹۱۳۰            | ۱۹۰                        |
| سینای جنوبی | دهب       | ۲۱۱۷۰۰       | ۱۵۱۵۲            | ۲۴۷                        |
| سینای جنوبی | نخل       | ۲۰۵۸۰۰       | ۱۵۳۵۹            | ۱۶۸                        |
| سینای جنوبی | راس سدر   | ۲۶۶۰۰        | ۱۰۸۰۷            | ۴۵۱                        |
| سینای جنوبی | شرم الشیخ | ۴۷۹۰۰        | ۱۱۳۹۱            | ۳۸۷                        |
| جمع استان   |           | ۵۴٬۴۹۵       | ۲۸۴۳۸            | ۱٫۹                        |